# 10037 Raypickard
10037 Raypickard è un asteroide della fascia principale. Scoperto nel 1984, presenta un'orbita caratterizzata da un semiasse maggiore pari a 2,3889212 au e da un'eccentricità di 0,0638735, inclinata di 7,77807° rispetto all'eclittica.